# كينت نيلسون (لاعب هوكي الجليد)
كينت نيلسون (بالسويدية: Kent Nilsson)‏ هو لاعب هوكي الجليد سويدي، ولد في 31 أغسطس 1956 في نينس هامن في السويد.

## وصلات خارجية
- كينت نيلسون على موقع دوري الهوكي الوطني (الإنجليزية)
- كينت نيلسون على موقع قاعة مشاهير الهوكي (لاعب أن.إتش.أل) (الإنجليزية)
- كينت نيلسون على موقع EliteProspects.com (الإنجليزية)
- كينت نيلسون على موقع Eurohockey.com (الإنجليزية)
- كينت نيلسون على موقع HockeyDB.com (الإنجليزية)
- كينت نيلسون على موقع Hockey-Reference.com (الإنجليزية)